# Кёхо (виноград)
Кёхо (яп. 巨峰葡萄 кёхобудо) — гибрид винограда лабруска, популярный в Восточной Азии.
Плоды тёмно-фиолетовые или почти чёрные, с крупными семенами и сочной мякотью с высоким содержанием сахара и умеренной кислотностью.
Сорт был впервые выведен Ясуси Охиноуэ в 1930-х и 1940-х годах путём скрещивания сортов винограда Vitis vinifera и Vitis labrusca.
Кёхо является тетраплоидным сортом винограда.
Как и Конкорд, Кёхо относится к сорту без кожуры, что означает, что кожица легко отделяется от плода. Семена горькие, а кожуру обычно не употребляют в пищу. Виноград сохраняет некоторые вкусовые качества Конкорда, известные потребителям по вкусу большинства виноградных желе и виноградного сока «Конкорд».
Он популярен в Японии, Тайване, Китае и Корее благодаря своему размеру и очень сладкой мякоти. Традиционно их подают очищенными в качестве десерта, а его сок используется для приготовления тюхая. Районы производства включают префектуру Нагано, Яманаси, Центральную долину Калифорнии, округ Чанхуа на Тайване и Чили.
По состоянию на 2015 год Кёхо был самым культивируемым сортом винограда в мире по площади (365000 га). Более 90 % этих лоз находятся в Китае.

## История
Виноград Кёхо впервые был выращен в 1937 году в префектуре Сидзуока, но получил своё нынешнее название только в 1946 году.
В 1942 году в результате селекции частный заводчанин Ясуси Ойгами вывел новый сорт винограда, получивший название «Исихара Сентенниал» и торговое название «Кёхо».